# Foce del rio Posada
La foce del rio Posada è una zona umida situata  in prossimità  della costa centro-orientale della Sardegna. Appartiene amministrativamente al comune di Posada e fa parte del Parco naturale regionale di Tepilora, Sant'Anna e Rio Posada.
L'area, come anche il vicino stagno Longo, è luogo di sosta e riproduzione di avifauna di interesse comunitario (All. I dir. 79/409 CEE e  91/744 CEE; All. II e IV dir. 92/43 CEE). Vi si riproducono: il rospo smeraldino, la raganella sarda, la testuggine d'acqua, la testuggine comune, la  lucertola campestre, il  biacco, il tarabusino, l'airone rosso, il falco di palude, il cavaliere d'Italia, l'occhione, la sterna zampenere, la sterna comune, il fraticello, il martin pescatore, la calandrella, il tottavilla, il calandro e l'averla piccola.